# Ганина, Светлана Григорьевна
Светлана Григорьевна Ганина (род. 11 июля 1978 года в г. Горьком) — российская спортсменка, игрок в настольный теннис, заслуженный мастер спорта России. В 2007 году стала чемпионкой Европы, выступая в парном разряде вместе с Викторией Павлович. В том же году в составе российской национальной сборной завоевала серебряную награду европейского чемпионата в командном зачёте. Трижды становилась бронзовой медалисткой европейских чемпионатов в парном разряде. Дважды выигрывала титул Про-тура в парном разряде. Двукратная чемпионка России в одиночном разряде (2001 и 2005 года), в паре с Ириной Палиной выиграла чемпионат России в 2004 году.

## Биография
Начала заниматься настольным теннисом в семилетнем возрасте. Первый и нынешний тренер — заслуженный тренер России Владимир Николаевич Ендолов.
Наивысшая (34-я) позиция в мировом рейтинге ITTF была достигнута в июле 2007 года.
Участница Олимпийских игр 2004 года в Афинах. Получив олимпийскую лицензию в 2008 году, на Олимпийских играх в Пекине не сыграла ни одного матча, снявшись с соревнований из-за травмы.
Была замужем за российским теннисистом Фёдором Кузьминым(2007-2015 года). В декабре 2008 года у Светланы Ганиной и Фёдора Кузьмина родился сын.
Замужем за Грачёвым Андреем с 2016 года. В 2013 родилась дочь София Грачёва

## Клубная карьера
Светлана Ганина выступала за спортивный клуб «СДЮСШОР-13» (Нижний Новгород), ранее играла за клуб «Дальэнергосетьпроект» (Владивосток) и клуб «Бад Дрибург» (Германия). В 2008 году Светлана Ганина, Виктория Павлович и Светлана Крекина в составе команды владивостокского клуба «Дальэнергосетьпроект» одержали победу в клубном чемпионате Европы по настольному теннису и завоевали кубок ETTU.
На 2020 год играет за немецкий клуб «Кольбермор».

## Стиль игры
Светлана Ганина играет в защитном стиле, правой рукой, европейской хваткой.